# Cycloneda
Cycloneda es un género de mariquitas sin manchas de la familia Coccinellidae. Hay más de 20 especies descritas en Cycloneda.

## Comportamiento
Las especies de Cycloneda son depredadores de áfidos, los cuales son importantes plagas de cultivos de importancia económica. Algunos áfidos depredados por Cycloneda son: Acyrthosiphon dirhodum, Acyrthosiphon pisum, Aphis gossypii, Aphis nerii, Aphis pomi, Aphis viburni, Brevicoryne brassicae, Carolinaia cyperi, Chapitophorus eleagni, Eriosoma lanigerum, Hyadaphis erysimi, Macrosiphum avenue, Macrosiphum euphorbiae, Myzus cerasi, Myzus persicae, Nearctaphis crataegifoliae, Periphyllus negundinis, Phorodon humuli, Rhopalosiphum maidis, Sipha flava, Sipha maydis, Toxoptera aurantii.

## Especies
Estas 27 especies pertenecen al género Cycloneda :
- Cycloneda ancoralis Germar
- Cycloneda andresi Oroz, Bustamante & Cosio, 2009
- Cycloneda atra Casey
- Cycloneda boliviana Mulsant
- Cycloneda costaricae Chapin
- Cycloneda delauneyi (Fleutiaux & Sallé, 1889)
- Cycloneda dilychnis Mulsant, 1850
- Cycloneda disconsolata Vandenberg & Gonzalez
- Cycloneda emarginata
- Cycloneda eryngii Mulsant
- Cycloneda germainii Crotch
- Cycloneda hondurasica Casey
- Cycloneda lacrimosa Gonzalez & Vandenberg
- Cycloneda limbifer Casey, 1899
- Cycloneda lueri González, Bustamante & Oroz, 2008
- Cycloneda maeander Mulsant, 1850
- Cycloneda marcapatae Bustamante, Oroz & Cosio, 2009
- Cycloneda munda (Say, 1835)
- Cycloneda patagonica Gonzalez & Vandenberg
- Cycloneda polita Casey, 1899
- Cycloneda pretiosa Vandenberg & Gonzalez
- Cycloneda puncticollis Mulsant, 1850
- Cycloneda rubida (Mulsant, 1850)
- Cycloneda rubripennis Casey
- Cycloneda sanguinea (Linnaeus, 1763)
- Cycloneda sicardi Brethes
- Cycloneda vandenbergae González, Bustamante & Oroz, 2008

## Galería

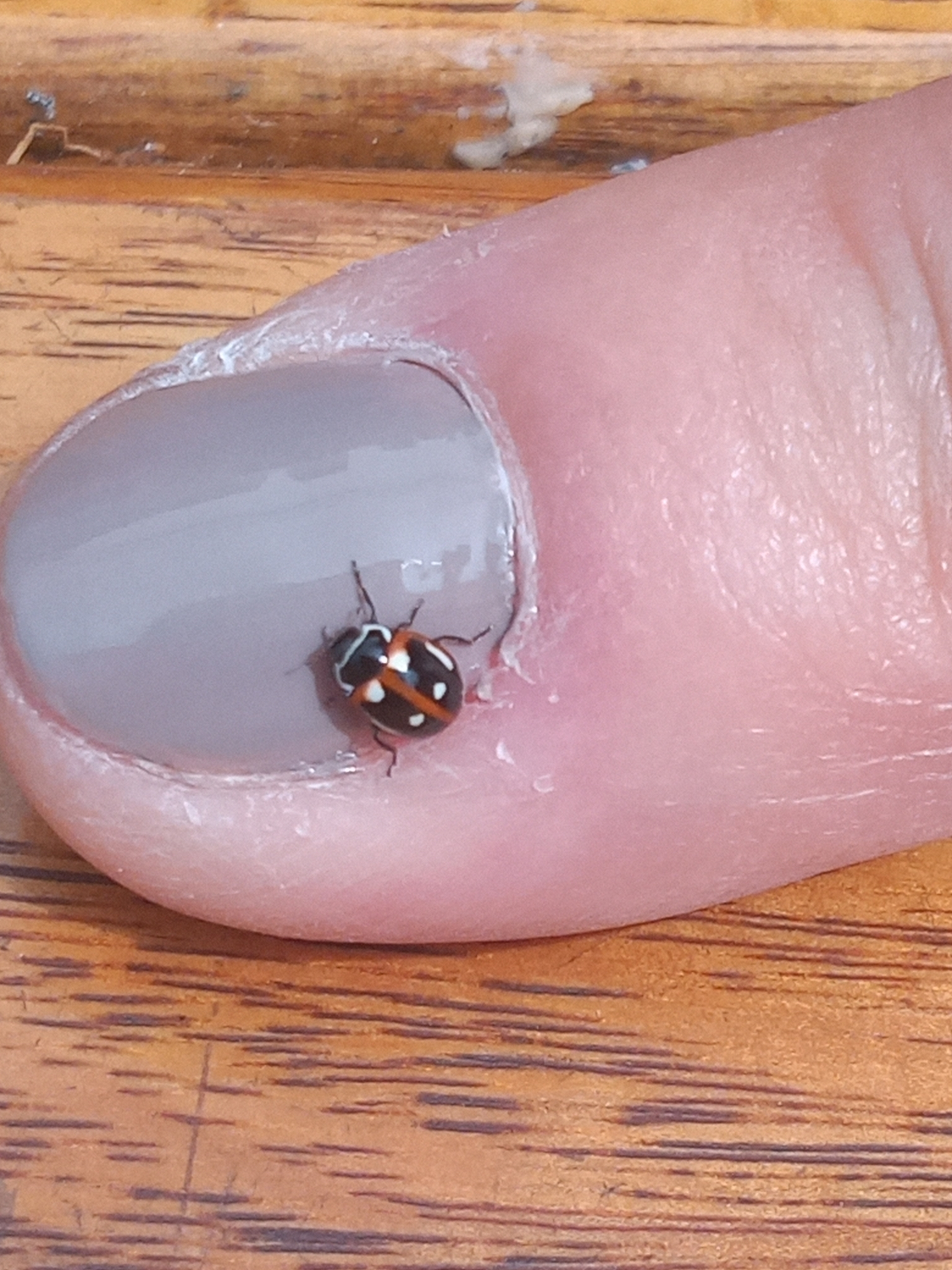
Cycloneda germainii
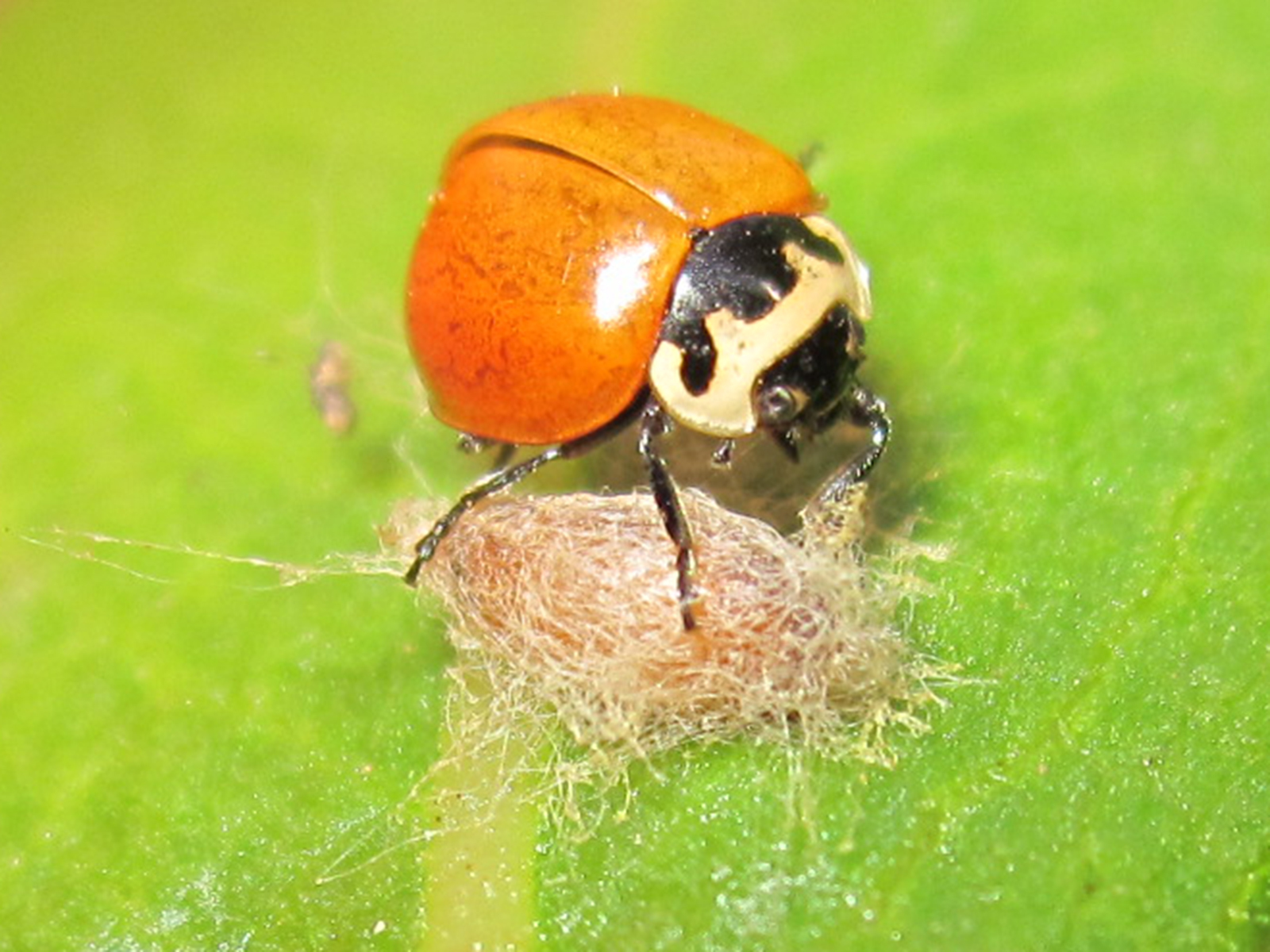
Cycloneda fulvipennis
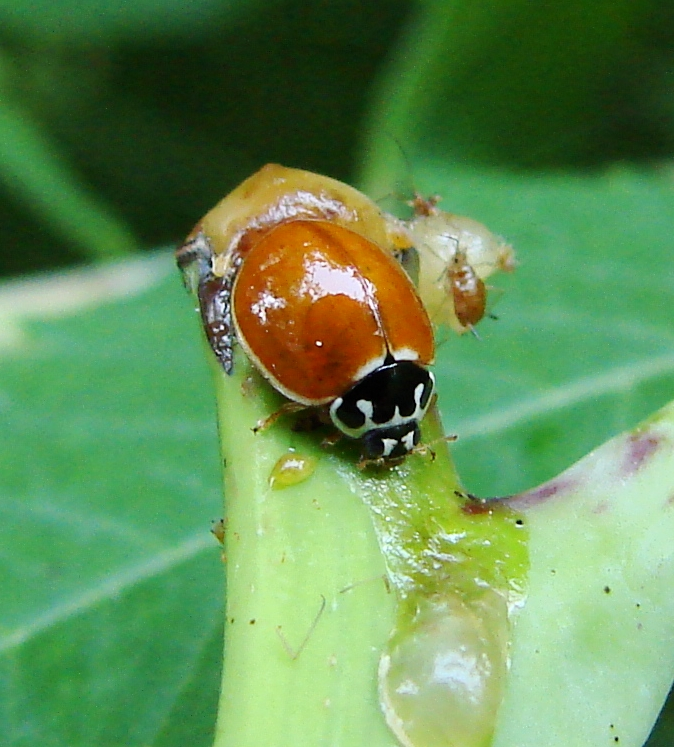
Cycloneda munda
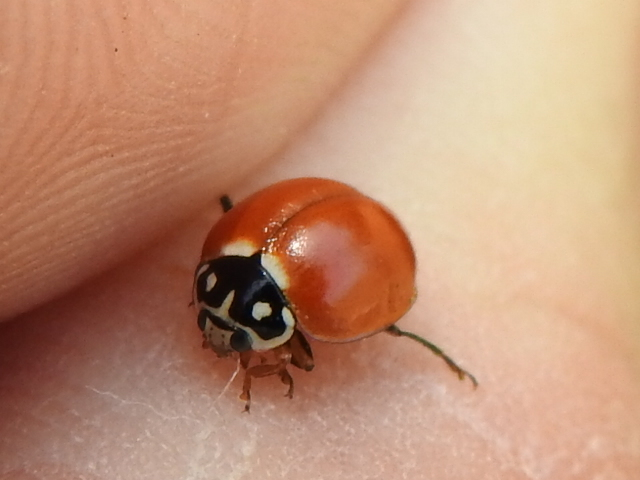
Cycloneda sanguinea
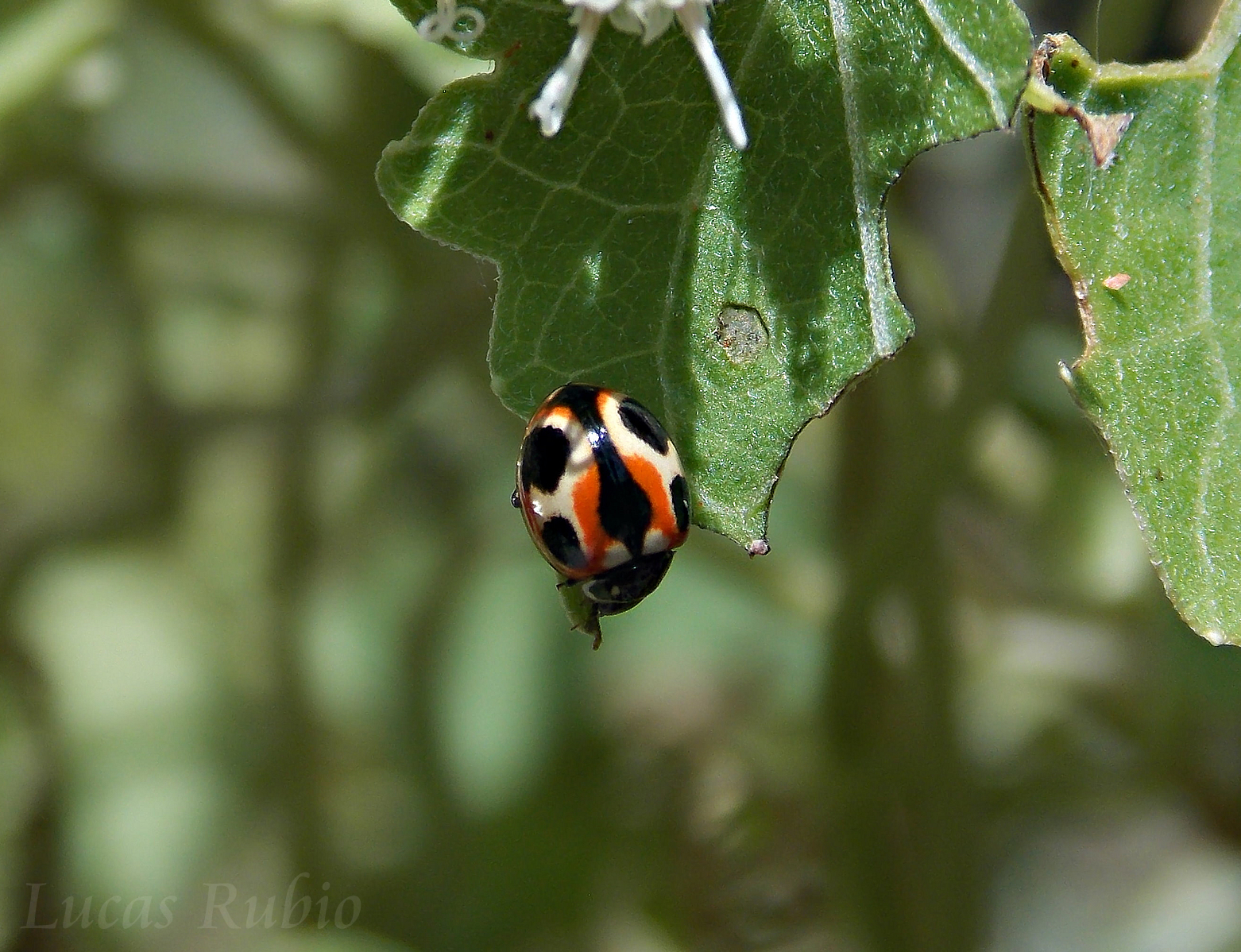
Cycloneda ancoralis
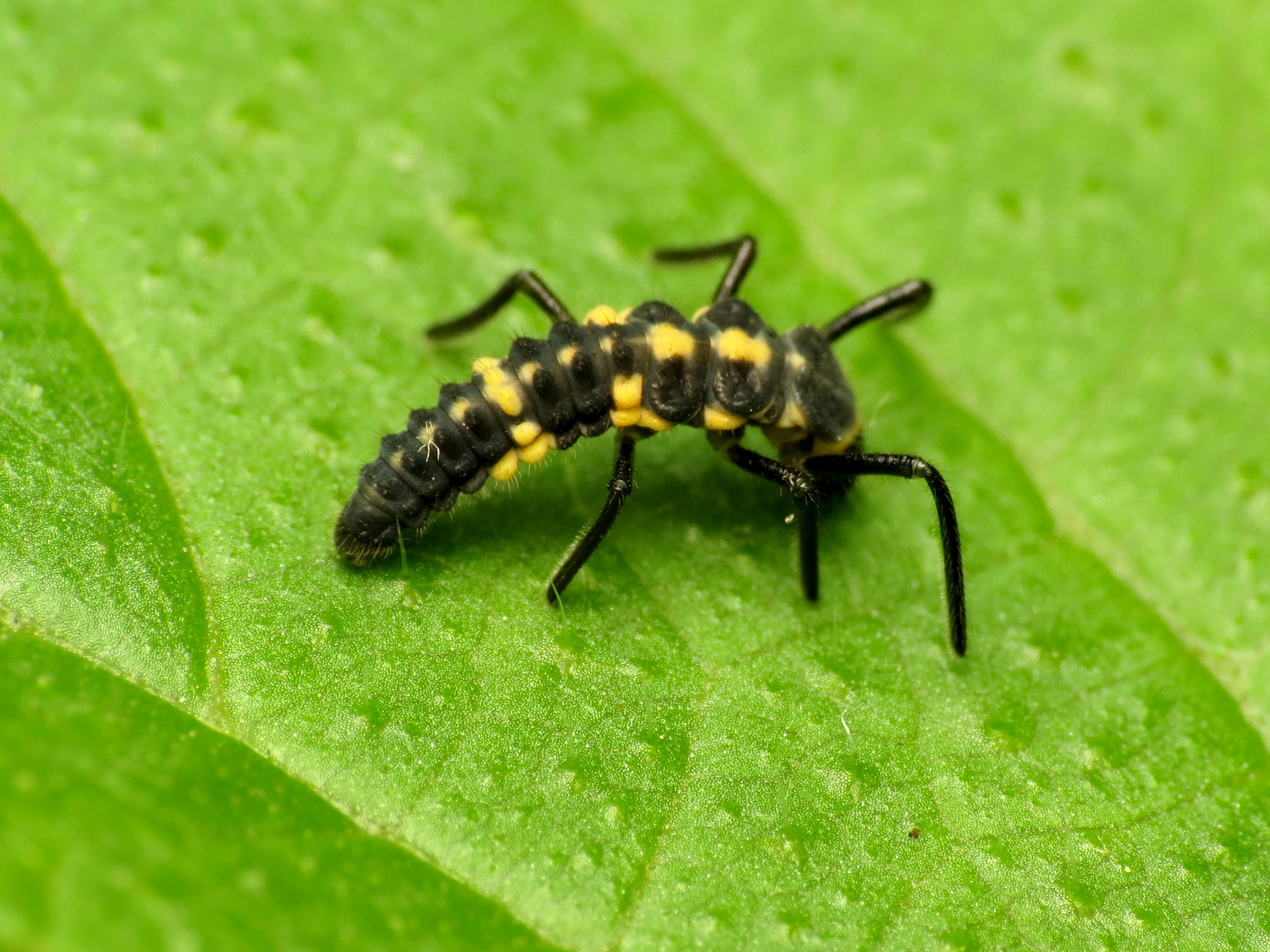
Larva de Cycloneda munda
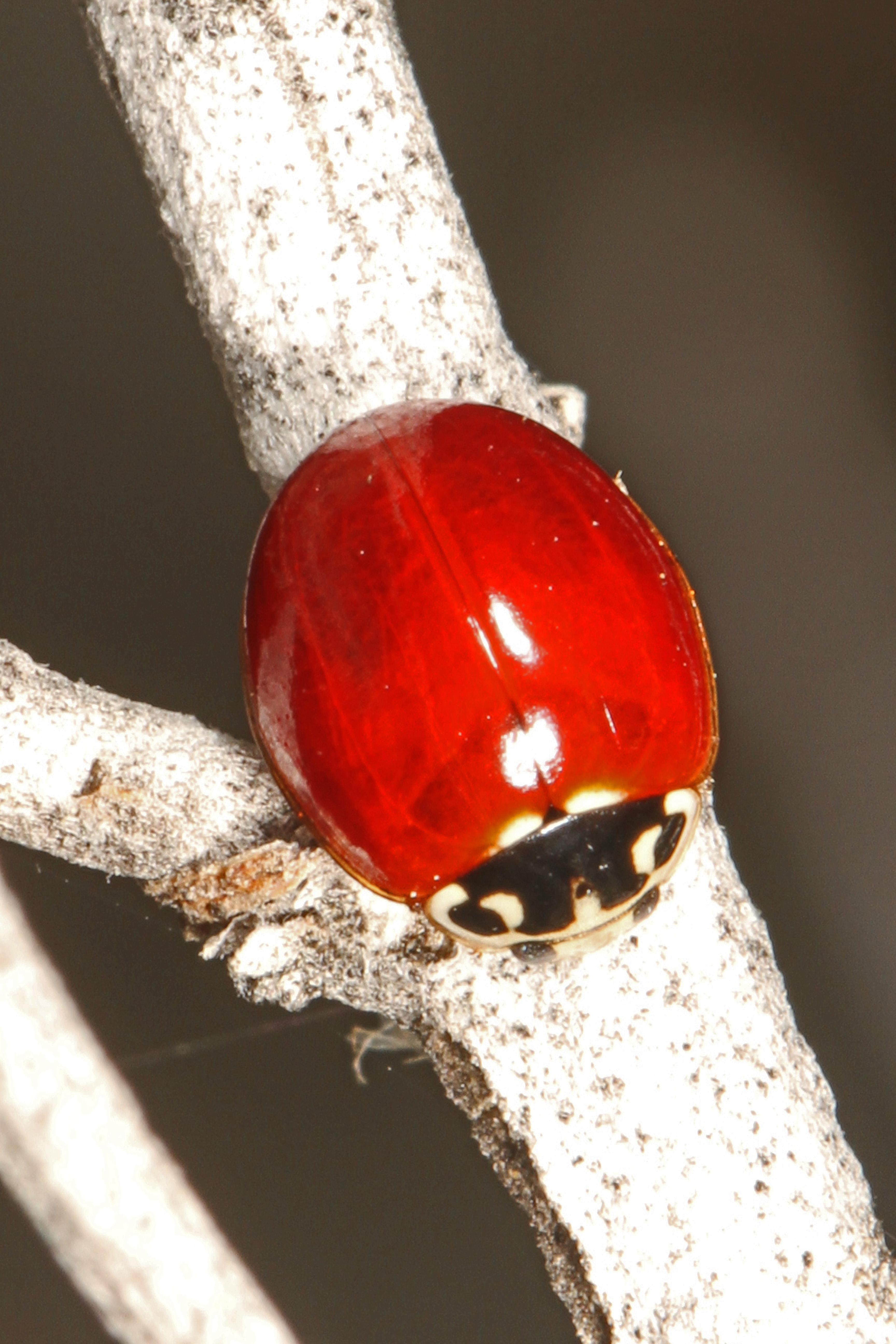
Cycloneda polita